# Herbert Belter
Herbert Belter (* 21. Dezember 1929 in Greifswald; † 28. April 1951 in Moskau) war ein Student in der DDR. Er wurde wegen seines gewaltfreien Widerstandes gegen die Diktatur in der DDR in der nach ihm benannten Belter-Gruppe hingerichtet.

## Leben und Ausbildung
Von 1936 bis 1945 besuchte Herbert Belter die Mittelschule in Rostock. Der Wunsch, das Abitur abzulegen, wurde durch die Nachkriegswirren zunächst verhindert. Belter absolvierte stattdessen von Oktober 1946 bis 1948 eine Ausbildung zum kaufmännischen Angestellten an der Wirtschaftsschule in Rostock und arbeitete im Anschluss bei der Hafenverwaltung in Rostock. 1948 trat er in die SED ein. Im Juli 1949 schloss er die Vorstudienanstalt Rostock mit dem Abitur ab. Er bewarb sich anschließend um einen Studienplatz an der Universität Leipzig und wurde im Oktober 1949 als Student der Volkswirtschaftslehre und der Gesellschaftswissenschaft immatrikuliert. Belter war verheiratet. Zum Zeitpunkt seiner Hinrichtung erwartete seine Frau ein Kind.

## Politischer Widerstand und Hinrichtung
An der Universität sah sich Herbert Belter der zunehmenden politischen Repression und Gleichschaltung der Institutionen gegenüber. Ob ihm die letzte große Verhaftungswelle gegen demokratisch gesinnte Studenten 1948 nach Auflösung des Studentenrates und die Verhaftung dessen Vorsitzenden Wolfgang Natonek bewusst war, ist nicht bekannt. Aber der Zwang zur Anpassung war unübersehbar: So stieg der Organisationsgrad der Studenten in der FDJ von 47 % im Juli 1949 auf 90 % im Oktober 1950. Belter entschloss sich zur Oppositionsarbeit und scharte eine Gruppe Gleichgesinnter um sich, die später als Belter-Gruppe bezeichnet wurde. Sie begannen Informationen über die Lage in der „Zone“ an den RIAS zu liefern und umgekehrt an der Universität durch Flugblätter für Gegenöffentlichkeit zu sorgen.
Anlässlich der ersten Wahlen der Volkskammer verteilten Belter und andere Mitglieder der Gruppe am 5. Oktober 1950 Flugblätter in der Leipziger Innenstadt und erhoben die Forderung nach freien Wahlen. Auf dem Rückweg wurde Belter verhaftet. Bei einer anschließenden Hausdurchsuchung fand die Polizei Flugblätter und Schriften, sowie Hinweise auf andere Beteiligte.
Die Polizei lieferte Belter und weitere Mitglieder der Belter-Gruppe am 9. Oktober 1950 an den sowjetischen Geheimdienst MGB aus. Die Verhafteten wurden in dem MGB-Gefängnis Dresden, Bautzener Straße inhaftiert und später nach Moskau gebracht. Dort wurden sie in einem nichtöffentlichen Geheimverfahren durch das Sowjetische Militärtribunal Nr. 48240 am 20. Januar 1951 verurteilt. Belter selbst bekannte sich vor Gericht zu den Vorwürfen und führte aus: „Ich habe mich illegal betätigt, weil ich unzufrieden war mit der Situation an der Leipziger Universität. Wir hatten keine Gewissensfreiheit, keine Redefreiheit und keine Pressefreiheit.“ Als Rädelsführer wurde Belter zum Tode verurteilt, die anderen meist zu 25 Jahren Zwangsarbeit.
Am 23. April 1951 lehnte das Präsidium des Obersten Sowjets ein Gnadengesuch ab. Herbert Belter wurde am 28. April 1951 ohne Kenntnis der Öffentlichkeit erschossen. Das Verfahren und die Hinrichtung blieben geheim, bis die Vorgänge nach 1990 aus den geöffneten russischen Archiven rekonstruiert werden konnten. Die russische Justiz hat am 23. Mai 1994 eine offizielle Rehabilitierung ausgesprochen.
Belters Leiche wurde im damals einzigen Moskauer Krematorium auf dem Donskoi-Friedhof in Moskau eingeäschert und er in einem dortigen Massengrab bestattet.

## Gedenken
Die Universität Leipzig ehrt Herbert Belter gemeinsam mit anderen Opfern der beiden deutschen Diktaturen in ihrem Ehrenbuch.
In seiner Rede zum 60sten Jubiläum des Kriegsendes am 8. Mai 2005 erinnerte Bundespräsident Horst Köhler an die Opfer der NS-Diktatur und leitete über zur unterschiedlichen Nachkriegsentwicklung in Ost und West nach dem Krieg. Dabei spannte er den Bogen vom Aufbau der Diktatur in der DDR bis zur friedlichen Revolution. Wörtlich sagte er:

„Am Anfang standen Menschen wie Herbert Belter, der 1950 an der Universität Leipzig Flugblätter gegen die Unterdrückung verteilte und dafür hingerichtet wurde. Am Ende stand der demokratische Sieg der Montagsdemonstranten und Bürgerrechtler an den runden Tischen, die einzige frei gewählte Volkskammer und die aus ihr hervorgegangene Regierung“

Im Jahr 1996 ehrte die Universität Leipzig Herbert Belter mit einer Ausstellung.
Von der Universität in dieser Ausstellung, in der Literatur und den Medien wurde der Vergleich mit der Weißen Rose gezogen. Der Historiker Hubertus Knabe kritisierte, dass anders als bei dieser „weder ein Film noch eine Straße noch ein Schulgebäude an sein Schicksal“ erinnerten.
Unter dem Namen „Belter-Dialoge“ wurde eine gemeinsame Veranstaltungsreihe der Konrad-Adenauer-Stiftung, dem Bildungswerk Sachsen und der Universität
Leipzig durchgeführt und auch Bücher herausgegeben.